# Asbury Automotive Group
Asbury Automotive Group, Inc., (NYSE: ABG), är en amerikansk återförsäljarkedja för försäljning av fordon till slutkunder. De har 89 återförsäljningsställen i följande tio amerikanska delstater: Arkansas (8st), Florida (24st), Georgia (15st), Mississippi (6st), Missouri (10st), New Jersey (2st), North Carolina (9st), South Carolina (4st), Texas (6st) och Virginia (5st). De säljer bilar från bilmärkena Acura, Audi, BMW, Buick, Chevrolet, Chrysler, Dodge, Ford, GMC, Honda, Hyundai, Infiniti, Jaguar, Jeep, Kia, Land Rover, Lexus, Lincoln, Mazda, Mercedes-Benz, MINI, Nissan, Porsche, Scion, Smart, Toyota, Volkswagen och Volvo. För år 2012 sålde Asbury 77 712 nya fordon respektive 57 434 begagnade fordon.